# Michael Harles

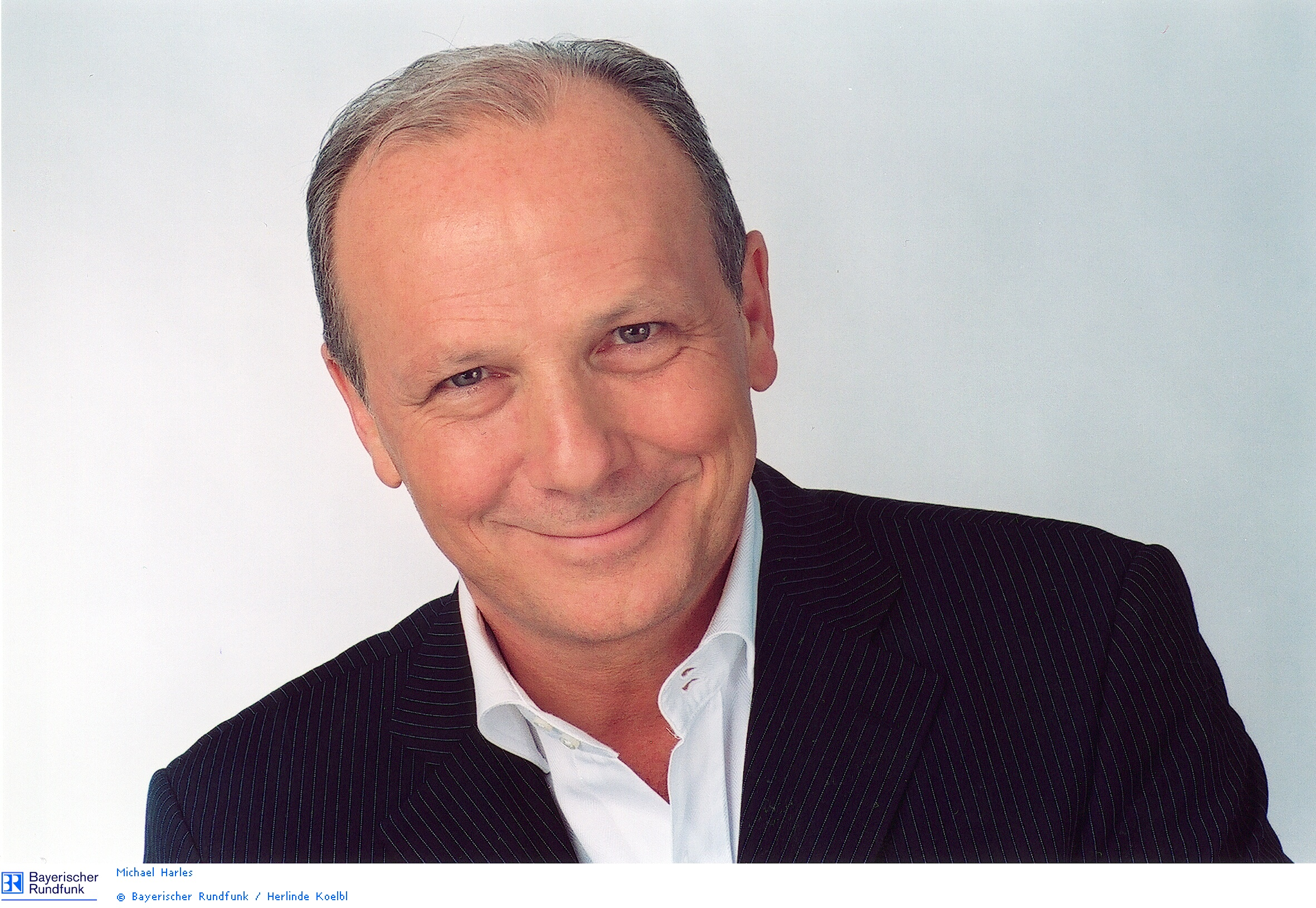
Michael Harles

Michael Harles (* 23. April 1954 in Regensburg) ist ein deutscher Rundfunk- und Fernsehmoderator und Autor.

## Leben und Wirken
Kurz nach seiner Geburt übersiedelte die Familie Harles nach München. Hier verbrachte er seine Kindheit mit vier Geschwistern.
Harles studierte Philosophie an der Hochschule für Philosophie München. Schauspielunterricht erhielt er in München, Paris und New York. Beim Bayerischen Rundfunk absolvierte er eine Ausbildung zum künstlerischen Sprecher.
Seit 1981 ist er Mitarbeiter des Bayerischen Rundfunks, zunächst im Hörfunk als Nachrichtensprecher und künstlerischer Sprecher anderer Sendungen. Ab 1988 wurde er als Moderator verschiedener Sendungen im Bayerischen Fernsehen tätig. Dazu zählen „Bavaria – das Magazin am Mittag“, „Cabrio – das Fernsehmagazin“ und die Unterhaltungsshow „Bayern gewinnt“. Von 2002 bis April 2016 war Harles Moderator des Gewinnspiels Bayernlos im Rahmen der „Abendschau“ des Bayerischen Fernsehens.
Michael Harles ist Moderator und auch Autor der von 1999 bis 2013 im Bayerischen Fernsehen und auch in der ARD erfolgreichen Sendereihe „Melodien der Berge“. In ihr wurden, meist in den Sommermonaten, die schönsten Regionen des Alpenraums mit ihren Traditionen und Bräuchen vorgestellt, umrahmt von Volksmusik örtlicher Interpreten. Eine Variante der Sendereihe für die kalte Jahreszeit sind die „Kamingeschichten“. Mit einzelnen bekannten Gasthäusern befassen sich die „Wirtshausgeschichten“.
Er ist Autor und Regisseur zahlreicher Fernsehdokumentationen im Bereich Kultur, Geschichte und Wissenschaft. Als Textautor für Unterhaltungssendungen und speziell für die kulinarischen Magazine im Bayerischen Fernsehen war er besonders mit den „Schlemmerreisen“ erfolgreich. Daraus resultierte auch eine von ihm mitverfasste Buchreihe. Er ist auch Autor einiger Lebensratgeber.
Seit 1998 ist Michael Harles zudem Medientrainer und Personal Coach. Hier bereitet er  Führungskräfte aus Politik, Wirtschaft und Gesellschaft für den gelungenen Medienauftritt hinsichtlich Charisma, Rhetorik und Präsentation vor. Er ist Mitinhaber einer Film- und Fernsehproduktionsfirma.
Michael Harles lebt mit seiner Familie in München.

## Schriften
- Das Glück ist immer nah: Von der Kunst, heiter und zufrieden durchs Leben zu gehen. Coppenrath, Münster 2012, ISBN 978-3649605089
- Die Kunst des Nichtstuns. Coppenrath Münster 2003, ISBN 978-3815725399
- Nimm dir Zeit, genieß das Leben!: Von der Kunst, gelassen und glücklich zu sein, Coppenrath Verlag 2008, ISBN 978-3815788271
- Männer, die kochen, sind unwiderstehlich: Wissenswertes und Amüsantes für die Helden am Herd, Coppenrath Verlag 2008, ISBN 978-3815781067
- Alpenglühen: Meine Geschichten der Berge, Malik 2008, ISBN 978-3890293486
- Schlemmerreise Altbayern, Schwaben. Das Buch zur Fernsehserie (zusammen mit Conny und Werner Teufl), Tr Verlagsunion 2005, ISBN 978-3805835824
- Schlemmerreise Franken. Das Buch zur Fernsehserie (zusammen mit Conny und Werner Teufl), Tr Verlagsunion 2005, ISBN 978-3805835770
- Schlemmerreise Frankreich. Das Buch zur Fernsehserie (zusammen mit Conny und Werner Teufl), Tr Verlagsunion 2005, ISBN 978-3805835251
- Schlemmerreise Alpen. Das Buch zur Fernsehserie (zusammen mit Conny und Werner Teufl), Tr Verlagsunion 2004, ISBN 978-3805836135
- Schlemmerreise Deutschland 1. Das Buch zur Fernsehserie. (zusammen mit Werner Teufl und Otto Walser), Tr Verlagsunion 2003, ISBN 978-3805835916
- Schlemmerreise Italien. Das Buch zur Fernsehserie (zusammen mit Conny und Werner Teufl), Tr Verlagsunion 2002, ISBN 978-3805834360
- Schlemmerreise Österreich, Ungarn, Schweiz. Das Buch zur Fernsehserie (zusammen mit Conny und Werner Teufl), Tr Verlagsunion 2001, ISBN 978-3805834964